# 劉祿存
劉祿存（1987年2月2日—），舊藝名李洛洋，於2021年4月8日起將藝名改回小祿，是台灣Channel V節目模范棒棒堂第六代成員，曾是Choc7成員之一，現為S.E.C 超能兒的主唱。原就讀南華大學外國語文學系後來轉學到醒吾技術學院應用英語科。他的強項包括唱歌（R&B）、歌手模仿、寫歌作詞、舞蹈（Locking）及 Rap等。

## 出道經過
在棒棒堂二軍PK戰時，小祿隸屬Terry領隊的「宅男塾」。於2008年5月22日的《模范棒棒堂》節目當中被選中為棒棒堂二軍其中一員，與「公主幫」進行PK對抗，亦成為宅男塾中網友投票得票最高的一位。

棒棒堂二軍於2008年7月中旬分別繼續以「宅男塾」及「公主幫」的名義各推出一張EP，至2008年8月至9月期間會記錄整個過程，包括外間反應、製作單位、Channel V總監Andy、製作人B2及各工作人員留意到的一事一物，屆時會公佈正式出道的棒棒堂二軍成員，因此，他們當時只能算是半出道藝人。
於2008年8月13日在模范棒棒堂節目錄影時，小祿被選中為棒棒堂二軍正式出道其中一員，因為歌唱實力驚人的小祿是後期才加入模范棒棒堂的底迪，憑著天生R&B的實力唱腔與超水準的歌唱技巧，人氣扶搖直上而入選。另外，為了與棒棒堂一軍做明顯的區隔，將決定與樂團型式出道，年底之前每位成員都要至少學懂一樣樂器，團員中只要有一人做不到，整團就無法出唱片。

## 個人生活
大姊為活動主持人劉佳怜。二姊為Channel V的節目主持劉容嘉，當初也反對他加入模范棒棒堂。三姊為演員劉黛瑩。

## 《金曲超級星》比賽歷程
| 播出日期   | 比賽主題                       | 參賽歌曲                                                       | 分數 | 備註             |
| ---------- | ------------------------------ | -------------------------------------------------------------- | ---- | ---------------- |
| 2010/05/09 | 全國藝人總決選(上)             | 愛愛愛（原唱：方大同）                                         | -    | -                |
| 2010/05/30 | 31汰5-九十秒搶戰金曲舞台       | 想你的習慣（原唱：小宇）                                       | 62分 | -                |
| 2010/06/06 | 26汰4-明星殘酷對決             | 圍牆（原唱：李玖哲）                                           | 87分 | 勝周永訓         |
| 2010/06/13 | 22汰4-明星情義相挺合唱賽決定賽 | 讓我取暖（原唱：王力宏 彭羚）                                  | 88分 | 與姐姐劉容嘉合唱 |
| 2010/06/20 | 18汰2-美聲高手踢館賽           | 真實（原唱：張惠妹）                                           | 85分 | 敗康思婷         |
| 2010/06/27 | 學長姐幫幫忙 14強決定賽        | Our Story（原唱：Tension）                                     | 89分 | 與學長祝釩剛合唱 |
| 2010/07/04 | 第二次發片夢想挑戰賽           | 不潮不用花錢（原唱：林俊傑）                                   | 83分 | -                |
| 2010/07/11 | 12汰2 十強組曲決定賽           | Love Song（原唱：方大同）, Sexyback（原唱：Justin Timberlake） | 89分 | -                |
| 2010/07/18 | 10汰2 感情試煉賽               | 切歌（原唱：李聖傑）                                           | 81分 | -                |
| 2010/07/25 | 9汰2 網友指定PK賽              | Baby是我（原唱：李玖哲）                                       | 84分 | 敗鄭博夫         |
|            |                                | 只對你說（原唱：林俊傑）                                       | 88分 | 敗民雄           |
| 2010/08/01 | 8汰2 學長姐回來PK了            | 身騎白馬（原唱：徐佳瑩）                                       | 86分 | 敗吳亦帆         |
|            |                                | 背對背擁抱（原唱：林俊傑）                                     | 49燈 | -                |
| 2010/08/08 | 冠軍賽                         | Pop（原唱：NSYNC）                                             | 92分 | -                |
|            |                                | 第一個清晨（原唱：王力宏）                                     | 50燈 | 第3名            |

總分計算方式如下:
- 觀眾評分：{\displaystyle {\frac {50}{50}}\times 100\times 15\%=15}
- 評審評分：五位老師平均{\displaystyle 89.8\times 70\%=62.86}
- 簡訊投票：{\displaystyle {\frac {2813}{17955}}\times 100\times 15\%=2.350}
- 總分：{\displaystyle 15+62.86+2.350=80.21}

## 參與演出

### 幕後配音演出
- Channel V： 我愛黑澀棒棒堂（2010年5月起）
- Channel V ：美少女時代（2010年5月起）
- Channel V： 青春全員集合
- Channel V： 明星大暴走

### 主持
- Channel V： 模范棒棒堂（棒棒堂底迪）
- Channel V ： 流行In House （2008年）
- Channel V ： 《我愛黑澀會》（助教）
- Channel V ：《LOLLIPOP哪裡怕》（代班主持）
- Channel V ：《VJ普普風》主持（2007年至2009年）
- Channel V ：《我愛黑澀棒棒堂》（底迪）
- 網路節目：《校花點點名 （页面存档备份，存于）》主持（2015年至2017年）

## 影視作品

### 電影
| 年份   | 電影公司       | 電影名稱               | 角色                       | 導演           |
| ------ | -------------- | ---------------------- | -------------------------- | -------------- |
| 2009年 | 星皓電影(台灣) | 《愛到底》-第六號瀏海  | 第四號瀏海男孩             | 黃子佼         |
| 2018年 | 星泰國際       | 《角頭2：王者再起》    | 小祿(因電影片長被剪未登場) | 顏正國         |
| 2021年 | 南人電影       | 《我沒有談的那場戀愛》 | 郭勤勤同事                 | 徐譽庭、許智彥 |

### 電視劇
| 年份   | 播放頻道 | 電視劇名稱     | 角色   |
| ------ | -------- | -------------- | ------ |
| 2014年 | 八大電視 | 《妹妹》       | 小爽   |
| 2015年 | 東森     | 《必娶女人》   | 孟甫   |
| 2019年 | 八大     | 《一起幹大事》 | 鄭明聰 |

### 廣播節目
- 中廣音樂網《i-潮樂》廣播主持人
- 中廣流行網《就是愛潮樂》廣播主持人
- 中廣流行網《風格玩家》廣播主持人

## 外部連結
- 李洛洋 Lil Young的Facebook專頁
- 李洛洋的Instagram帳戶

| 前任： 蕭景鴻 | 金曲超級星 (第二屆) 第三名 | 繼任： 現任 |